# NGC 5821
NGC 5821 ist eine Spiralgalaxie vom Hubble-Typ S? im Sternbild Bärenhüter. Sie ist schätzungsweise 157 Millionen Lichtjahre von der Milchstraße entfernt und hat einen Scheibendurchmesser von etwa 65.000 Lj. Möglicherweise steht sie in Wechselwirkung mit NGC 5820. 
Das Objekt wurde am 24. April 1789 von Wilhelm Herschel mit einem 18,7-Zoll-Spiegelteleskop entdeckt, der sie dabei mit „vF, S, E“ beschrieb.